# Ducat longobard de Reggio
El ducat de Reggio va ser un dels ducats establerts pels longobards a Itàlia. Existeix poca informació sobre els seus assumptes interns, i és incerta fins i tot la data de la creació del ducat, que possiblement remunta a l'època posterior a les primeres fases de la penetració longobarda i al període del Govern dels Ducs, als anys setanta i principis dels vuitanta del segle vi, després de la conquesta definitiva de la ciutat pels longobards, encapçalada pel rei Agilulf el 593.